# Acclamatie (liturgie)
Een liturgische acclamatie is een bevestiging of aanroep in de vorm van gebed of een kort lied. Het woord komt uit het Latijn, van acclamare, toejuichen.
De kortste en meest voorkomende liturgische acclamatie is het Amen. In de Mis wordt de lezing van het evangelie voorafgegaan met het Alleluia als acclamatie en eveneens weer afgesloten met een acclamatie. Ook de voorbeden kunnen bevestigd worden met een acclamatie. Vooral het Kyrie heeft duidelijk het karakter van een aanroep. De afsluiting van psalmen in het getijdengebed met de kleine doxologie is ook een vorm van acclamatie.